# Uroplatus phantasticus
A osga-satânica-cauda-de-folha (português europeu) ou lagartixa-satânica-cauda-de-folha (português brasileiro) (Uroplatus phantasticus) é uma espécies de lagartixa, pertencente à família Gekkonidae. Conforme fontes, este animal pode ser encontrado apenas na África, mais precisamente na ilha de Madagascar.
George Albert Boulenger (1858-1937), de naturalidade belga, foi o naturalista que descreveu esta espécie em 1888.

## Características
O Uroplatus phantasticus mede, incluindo a cauda, de 7,5 a 10 centímetros e pode se camuflar facilmente em áreas com vegetação, pois é capaz de se transformar sua cor de marrom claro ou cinza a amarelo, verde ou rosa dependendo do momento e do ambiente ao seu redor.
Suas principais características são a cauda em formato de folha, os pequenos “chifres” e olhos geralmente avermelhados, motivos que o levam a ser popularmente denominado como “lagartixa satânica-cauda-de-folha”.
Seus olhos são grandes e não possuem pálpebras, apenas são cobertos por uma membrana incolor. A língua é comprida extremamente móvel e as patas têm grande capacidade de aderência.

## Comportamento
É um animal de hábito noturno, sendo inativo durante o dia. Sua dieta é composta por insetos, tendo como preferência mariposas e grilos. A aderência nas patas permite que a lagartixa locomova-se de forma variável. A língua é muito utilizada por eles para limpar seus olhos, tendo em vista a falta de pálpebras.
Quando de dia, se incomodadas, emitem um assobio alto e erguem a cauda, mantendo-a ereta.
As fêmeas são ovíparas e depositam cerca de dois ovos de formato esférico que ficam cobertos por folhas secas por pouco mais de dois meses, depois eclodem. Os filhotes são conhecidos por pesarem menos de um grama e terem comprimento menor do que uma moeda americana de dez centavos.